# Filar przyporowy
Filar przyporowy – element systemu przyporowego. Filar na zewnątrz budynku kościoła, dostawiony do ściany nawy bocznej lub apsydy. Przejmuje rozpór od sklepienia za pośrednictwem łęków przyporowych. Podpiera nawę główną.